# 潘云鹤
潘云鹤（1946年11月4日—），男，祖籍浙江绍兴，中华人民共和国人工智能和计算机图形学专家，浙江大学计算机学院终身教授、计算机科学与技术专业博士生导师。曾任浙江大学校长及人工智能研究所所长，中國工程院常務副院長、党组副书记。现任全国政协常务委员、外事委员会主任。中共第十六、十七屆候補中央委員。潘云鹤院士是，曾任浙江大学校长，中国工程院常务副院长。

## 生平
潘云鹤1946年出生在浙江省杭州市。1965年至1970年，就读于上海同济大学建筑学专业。
1970年，大学毕业分配至湖北省南漳钢铁厂。1972年至1978年，任襄樊市自动化研究所技术员、所长，市科委副主任。
1978年至1981年，在浙江大学计算机系攻读硕士学位，后留校任教。
1986年至1987年，美国加利福尼亚大学洛杉矶分校（UCLA）建筑与规划研究院访问学者。1987年至1988年，美国卡内基梅隆大学（CMU）计算机系访问学者。
1991年至1994年，浙江大学计算机系系主任。1994年至1995年，浙江大学副校长。1995年至2006年，浙江大学校长（1998年续任新浙江大学校长）。
1997年当选中国工程院院士。2006年起，中国工程院党组副书记、副院长（正部级）。2010年起，中国工程院党组副书记、副院长（正部级）。
2013年3月起，全国政协常务委员、外事委员会主任。

## 学术贡献
潘云鹤是中国智能CAD领域的开拓者，用人工智能技术解决了构图、色彩等多类知识表达问题，实现艺术图案设计自动推理。在真实感图形描绘、光照模型和空间感色彩模型等方面均有创新。这些成果主要应用于纺织印染设计，甚至被用于敦煌艺术的复原和保护。
他出版过《智能CAD方法与模型》、《CAD系统与方法》、《敦煌：真实与虚拟》等多部著作，同时发表了数百篇论文。获得国家科技进步奖二等奖和省部级科技进步奖9项。由于他在人工智能及计算机辅助设计方面的成就，1997年当选为中国工程院院士。